# Голлівудська приманка
Голлівудська приманка (англ. The Lure of Hollywood) — американська короткометражна кінокомедія Роско Арбакла 1931 року з Вірджинією Брукс в головній ролі.

## У ролях
- Вірджинія Брукс
- Ріта Флінн
- Філліс Крейн
- Джордж Чандлер
- Браянт Вошберн